# Wimbledon Championships 2010/Herrendoppel-Rollstuhl
Das Herrendoppel (Rollstuhl) der Wimbledon Championships 2010 war ein Rollstuhltenniswettbewerb in London und fand vom 2. bis zum 4. Juli statt.
Titelverteidiger waren Stéphane Houdet und Michaël Jeremiasz, der in diesem Jahr nicht antrat.

## Setzliste
| Nr. | Paarung                        | Erreichte Runde |
| --- | ------------------------------ | --------------- |
| 01. | Stéphane Houdet Shingo Kunieda | Finale          |
| 02. | Maikel Scheffers Ronald Vink   | Halbfinale      |

## Ergebnisse
Zeichenerklärung
- Q = Qualifikant
- WC = Wildcard
- LL = Lucky Loser
- ITF = qualifiziert über ITF-Ranking
- ALT = alternate (Ersatz)
- PR = Protected Ranking
- SE = Special Exempt
- r = retired (Aufgabe)
- d = Disqualifikation
- w.o. = walkover
- [ ] = Match-Tie-Break

|  | Halbfinale | Halbfinale                       | Halbfinale                    | Halbfinale | Halbfinale                     |   |    | Finale | Finale | Finale | Finale | Finale |
|  |            |                                  |                               |            |                                |   |    |        |        |        |        |        |
|  | 1          | Stéphane Houdet Shingo Kunieda   | 6                             | 6          |                                |   |    |        |        |        |        |        |
|  |            | Frédéric Cattaneo Nicolas Peifer | 3                             | 2          |                                |   |    |        |        |        |        |        |
|  | 1          | Frédéric Cattaneo Nicolas Peifer | 3                             | 2          | Stéphane Houdet Shingo Kunieda | 4 | 64 |        |        |        |        |        |
|  | 1          |                                  |                               |            |                                |   | 64 |        |        |        |        |        |
|  |            |                                  | Robin Ammerlaan Stefan Olsson | 6          | 7                              |   |    |        |        |        |        |        |
|  |            | Robin Ammerlaan Stefan Olsson    | Robin Ammerlaan Stefan Olsson | 6          | 7                              | 7 | 6  |        |        |        |        |        |
|  |            |                                  |                               |            |                                | 7 | 6  |        |        |        |        |        |
|  | 2          | Maikel Scheffers Ronald Vink     | 65                            | 2          |                                |   |    |        |        |        |        |        |
|  | 2          | Maikel Scheffers Ronald Vink     | 65                            | 2          | Spiel um Platz 3               |   |    |        |        |        |        |        |
|  |            |                                  |                               |            |                                |   |    |        |        |        |        |        |
|  |            | Frédéric Cattaneo Nicolas Peifer | 1                             | 4          |                                |   |    |        |        |        |        |        |
|  | 2          | Maikel Scheffers Ronald Vink     | 6                             | 6          |                                |   |    |        |        |        |        |        |